# 凌日系外行星巡天衛星
凌日系外行星巡天衛星（英語：Transiting Exoplanet Survey Satellite，縮寫簡稱TESS，中國大陸又簡稱為苔丝）是美國國家航空暨太空總署探索者計劃中的太空望遠鏡，旨在使用凌日法在比克卜勒太空望遠鏡覆蓋的區域大400倍的區域內搜索太陽系外行星。它於2018年4月18日由SpaceX公司的獵鷹9號火箭於卡納維爾角空軍基地發射升空，並被置於繞地球的高度橢圓的13.7天的軌道上。
凌日系外行星巡天衛星的主要任務目標是調查地球附近300光年內的恆星是否有行星存在。凌日系外行星巡天衛星將可能研究一大群小型行星，包括在其宿主恆星的可居住區、行星的質量、大小、密度及軌道。凌日系外行星巡天衛星將提供詹姆斯·韋伯太空望遠鏡以及未來的其他太空或地面望遠鏡進一步觀測的目標。
凌日系外行星巡天衛星將觀測明亮恆星附近的小型行星，記錄最鄰近的及最明亮的主序星。
2011年9月，凌日系外行星巡天衛星在麻省理工學院與谷歌種子基金的帶領下，入選美國國家航空暨太空總署資助的計畫提案之一。2013年4月5日，美國國家航空暨太空總署宣布凌日系外行星巡天衛星將隨著要裝設在國際太空站上的中子星內部組成探測器（Neutron Star Interior Composition Explorer）一同在2018年發射。不過最後中子星內部組成探測器卻比凌日系外行星巡天衛星早了十個月升空。 
2018年8月7日，衛星朝大麥哲倫星系拍下首張影像，並在一個多月後正式對外公開。大約同時，由該衛星所發現第一顆系外行星山案座πc（π Mensae c）的研究也被發表。
2019年7月18日，經過第一年的運營，完成了南天球部分的調查后，開始了北天球部分的調查。北天球調查於2020年7月4日完成。

## 歷史
凌日系外行星巡天衛星的概念於2005年由麻省理工學院 (MIT) 和史密松天体物理台(SAO)首次討論。TESS的起源始於2006年，當時一個設計是由個人、谷歌、和美国Kavli基金會從私人資金開發的。2008年，麻省理工學院提出TESS成為NASA的一項完整任務，並提交給戈达德太空飞行中心的探索者计划小型任務，但沒有被選中。它於2010年作為探索者計劃任務重新被提交，並於2013年4月被批准為探索者计划中型任務。TESS於2015年通過了其關鍵設計審查(CDR)，允許開始生產衛星。雖然克卜勒太空望遠鏡在發射時耗資$6.4億美元，但TESS僅耗資$2億美元（加上$8700萬美元用於發射）。該任務將發現太陽系外行星，它們會周期性地阻擋來自宿主恆星的部分光，這種事件稱為凌日。TESS將調查太陽附近200,000顆最亮的恆星，以尋找凌日的太陽系外行星。
2019年7月，一项2020年至2022年的扩展任務获得批准。
2019年8月2日，美國太空總署同日宣布，運行中的衛星，發現到一顆潛在適居行星格利澤357 d（距太陽系僅僅31光年）。
2020年1月3日，TESS報告發現了TOI 700 d，這是第一顆潛在宜居行星地球大小的行星。
2023年1月12日，TESS計畫的NASA噴氣推進實驗室（JPL）於西雅圖舉行的美國天文學會第241次會議上宣布發現TOI 700 e，為該恆星系統繼TOI 700 d後，第二顆位於宜居帶內運行和地球一般大小的行星。TOI 700 e行星比TOI 700 d行星小約10%，TOI 700 e行星位於TOI 700 c與TOI 700 d之間。

## 任務概述
TESS旨在進行第一次太空衛星載全天空凌日系外行星調查。它配備了四個廣角望遠鏡和相關的感光耦合元件（CCD）探測器。科學數據每兩周傳送到地球。 有效曝光時間為兩小時的全幀圖像也將被傳輸，使科學家能夠搜索意想不到的瞬態現象，例如伽玛射线暴的光學對應物。 TESS還主持了一項客座調查員計劃，允許其他組織的科學家將 TESS 用於他們自己的研究。 分配給訪客計劃的資源允許額外觀察20,000個天體。